# Schultze vuole suonare il blues
Schultze vuole suonare il blues (Schultze Gets the Blues) è un film del 2003 diretto da Michael Schorr.